# 黃胸擬雀鯛
黃胸擬雀鯛，為鱸形目鱸亞目擬雀鯛科的其中一種，為熱帶海水魚，分布於東印度洋馬達加斯加、肯亞至南非索德瓦納灣(Sodwana Bay)海域，深度0-6公尺，本魚體延長，背鰭硬棘3枚；背鰭軟條28-30枚；臀鰭硬棘3枚；臀鰭軟條15-17枚，體長可達8公分，棲息在水淺的沿岸珊瑚礁，生活習性不明。

## 擴展閱讀
維基物種上的相關：黃胸擬雀鯛